# 慕尼黑地铁8号线

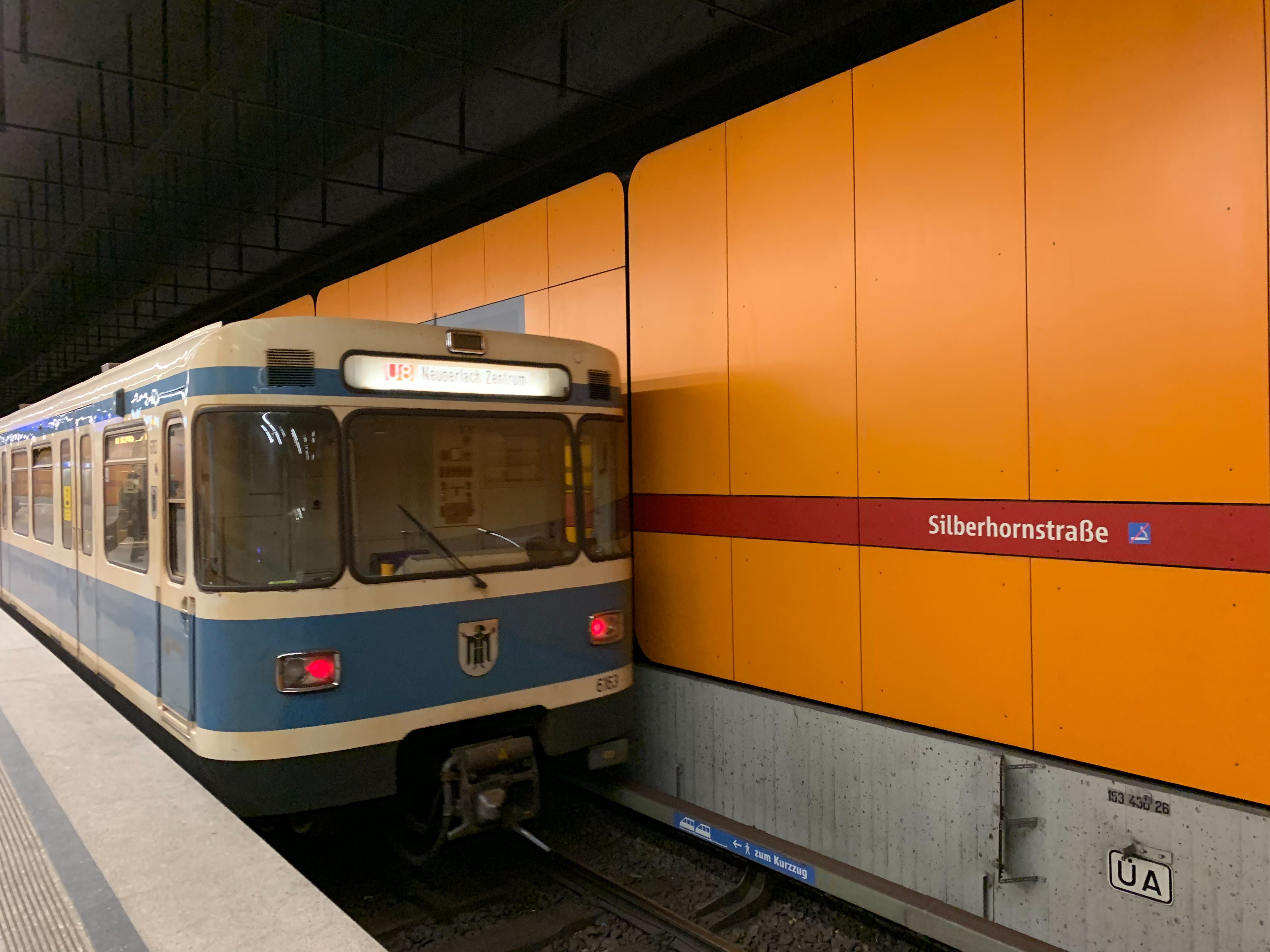

慕尼黑地铁8号线（U-Bahn-Linie 8 München）于2013年12月15日开通，全长8公里，共设有地9座车站，平均站距不到1公里。地铁8号线是一条周末线，起始站分别为奥林匹克中心站到森德灵门站。